# Ørsted (enhed)
 For alternative betydninger, se Ørsted. (Se også artikler, som begynder med Ørsted)
Ørsted eller oersted er en fysisk enhed for magnetisk feltstyrke (dvs. H-felt), opkaldt efter Hans Christian Ørsted.
1 ørsted = 1 Oe = (250/π) A/m.